# Tater Tots

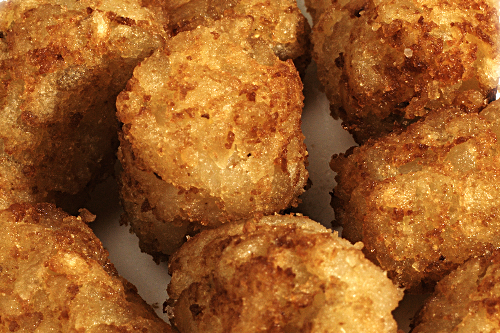
Tater Tots.

Tater Tots est une marque commerciale de la société américaine Ore-Ida (groupe H. J. Heinz) pour une forme de hash browns, qui sont un accompagnement constitué de pommes de terre râpées et frites. Les Tater Tots sont largement reconnus aux États-Unis pour leur croustillant, leur forme cylindrique et leur petite taille.
Les Tater Tots se consomment couramment aux États-Unis dans les cafétérias, les établissements de restauration rapide et les cantines scolaires. Ils s'achètent dans les rayons surgelés des supermarchés.
Tater est un terme d'argot américain désignant la pomme de terre. Daté de 1750 à 1760, il est formé sur tato, par aphérèse de potato, et substitution de la finale -o par -er, soit tater ;  le terme tots peut s'expliquer par leur taille réduite ou par le fait qu'ils sont souvent servis aux enfants,. Dans certaines régions, le terme « Tater » est parfois omis et le produit est appelé simplement « Tots ».